# 済州文化放送
座標: 北緯33度29分25秒 東経126度30分05秒 / 北緯33.4901789度 東経126.5012706度

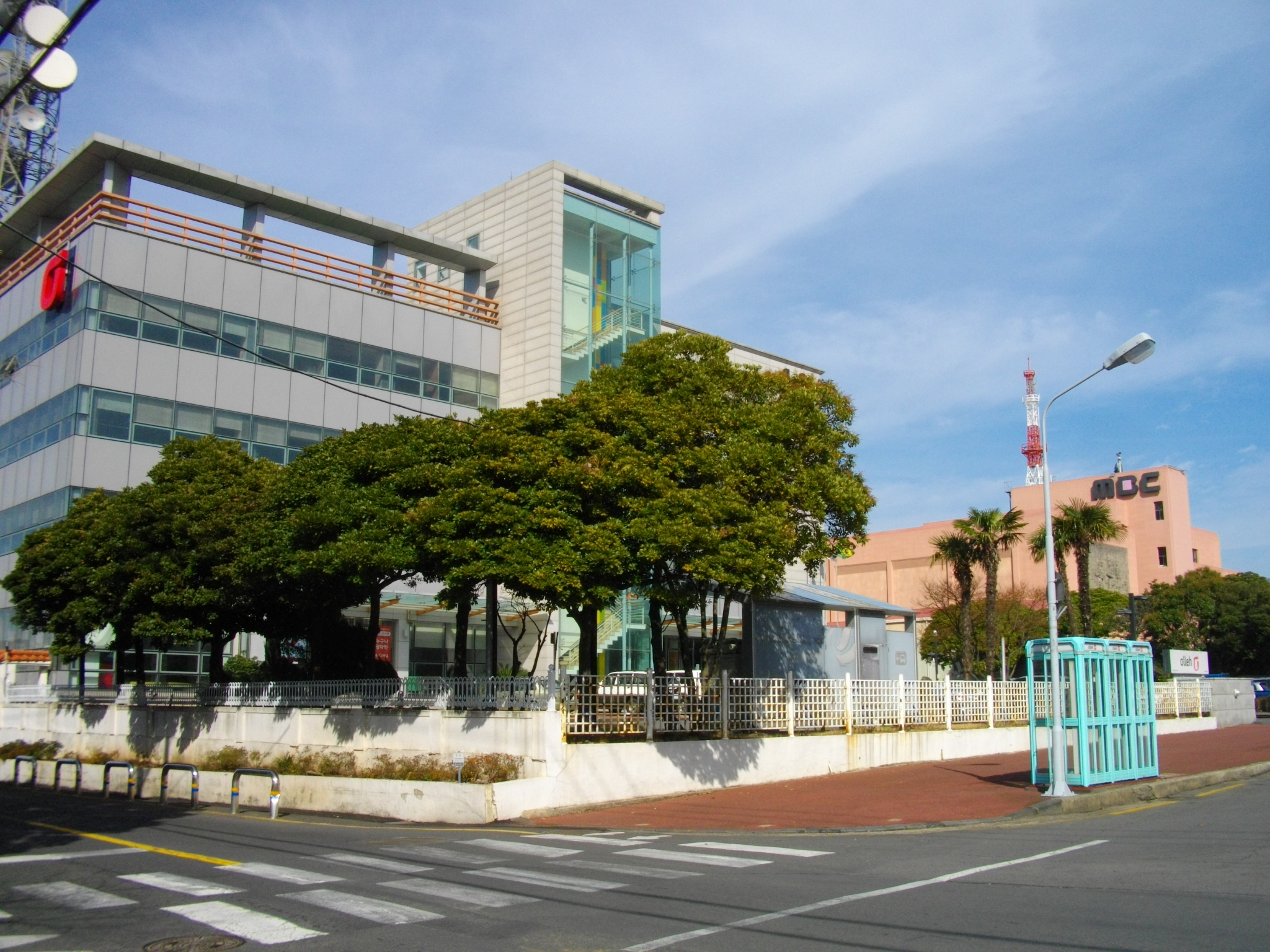
済州文化放送社屋（奥の橙色の建物）

済州文化放送株式会社は大韓民国済州特別自治道を放送エリアとする放送局。略称は済州MBC。1968年5月20日に設立して、1968年9月4日に開局。本社を済州特別自治道済州市に置く。
テレビ局とラジオ局はMBC系列局。リモコンキーIDは11-1。

## 本社所在地
- 大韓民国63120済州特別自治道済州市文淵路35（蓮洞321-22）

## 沿革
- 1968年9月14日 - 南洋放送(NBS)として開局。ラジオ放送開始。
- 1970年8月1日 - テレビジョン放送開始。
- 1971年9月20日 - 社名を南洋文化放送に変更。
- 1974年1月1日 - テレビ直接中継放送実施。
- 1980年4月1日 - 現社屋竣工。
- 1980年12月22日 - カラー放送実施。
- 1983年9月14日 - 音楽FM開局。
- 1983年12月27日 - テレビ中継所開局。
- 1984年1月1日 - 社名を済州文化放送に変更。
- 1985年12月27日 - 三梅峰FM中継所開局。
- 1985年12月28日 - 今岳、涯月TV中継所開局。
- 1994年10月20日 - ラジオ送信所移転。
- 1994年12月27日 - 標準FM開始。
- 2000年12月13日 - 犬月岳中継所標準FM開局。
- 2002年11月14日 - 今岳中継所標準FM開局(106.5MHz、100w)。
- 2003年4月8日 - AM.FM TAPELESS SYSTEM(APC) 稼動。
- 2004年11月25日 - 音楽FM DARC(Data Radio Channel) 開始。
- 2005年5月10日 - 地上デジタルテレビジョン放送開始。
- 2006年7月14日 - ハイビジョン中継車導入。
- 2007年4月5日 - 地上波DMB放送免許取得。
- 2011年6月29日 - 地上アナログテレビ放送終了。

## 送信所・中継局一覧

### デジタルテレビ
- リモコンキーID：11-1
- 呼出符号（コールサイン）：HLAJ-DTV

| 送信所 | 物理チャンネル | 空中線電力 |
| ------ | -------------- | ---------- |
| 犬月岳 | K-31ch         | 1kW        |
| 今岳   | K-43ch         | 20W        |
| 広蟹岳 | K-47ch         | 90W        |
| 三梅峰 | K-17ch         | 500W       |
| 松堂   | K-31ch         | 0.05W      |

### アナログテレビ
2011年6月29日午後2時終了
- 呼出符号：HLAJ-TV

| 送信所 | チャンネル | 空中線電力 |
| ------ | ---------- | ---------- |
| 犬月岳 | K-7ch      | 5kW        |
| 涯月   | K-36ch     | 10W        |
| 今岳   | K-30ch     | 100W       |
| 三梅峰 | K-11ch     | 1kW        |

### ラジオ
済州MBC ラジオ
| 送信所 | 周波数      | 空中線電力 | 呼出符号 |
| ------ | ----------- | ---------- | -------- |
| 犬月岳 | FM 97.9MHz  | 1kW        | HLAJ-SFM |
| 今岳   | FM 106.5MHz | 100W       | 無し     |
| 三梅峰 | FM 97.1MHz  | 1kW        | HLDD-FM  |

済州MBC FM4U
| 送信所 | 周波数      | 空中線電力 | 呼出符号 |
| ------ | ----------- | ---------- | -------- |
| 犬月岳 | FM 90.1MHz  | 3kW        | HLAJ-FM  |
| 三梅峰 | FM 102.9MHz | 3kW        | 無し     |
| 今岳   | FM 102.5MHz | 100W       | 無し     |

### 地上波DMB
Jeju MBC
- 呼出符号：HLAJ-TDMB

| 送信所 | 物理チャンネル（周波数） | 空中線電力 |
| ------ | ------------------------ | ---------- |
| 犬月岳 | K-13Ach (211.280MHz)     | 1kW        |
| 今岳   | K-13Ach (211.280MHz)     | 90W        |
| 広蟹岳 | K-13Ach (211.280MHz)     | 90W        |
| 三梅峰 | K-13Ach (211.280MHz)     | 1kW        |

## 済州特別自治道の放送局
- KBS済州放送総局
- 済州国際自由都市放送（JIBS・SBS系列）
- 基督敎済州放送
- FEBC済州極東放送
- Arirang Radio

## 海外の提携局
- 日本 東北放送